# Arctosa litigiosa
Arctosa litigiosa Roewer, 1960 è un ragno appartenente alla famiglia Lycosidae.

## Etimologia
Il nome proprio della specie deriva dall'aggettivo latino litigiosus, -a, -um, cioè litigioso, in conflitto, in guardia, per la postura assunta se disturbato.

## Caratteristiche
L'epigino è piatto, più lungo (circa il doppio) che largo, di forma triangolare, con due setti mediani posti reciprocamente separati. Il cefalotorace è di colore marrone scuro su fondo di colore giallo pastoso.
Le femmine hanno il bodylenght (prosoma + opistosoma) di 15 millimetri (7 + 8).
I maschi hanno il bodylenght (prosoma + opistosoma) di 12 millimetri (5 + 7).

## Distribuzione
La specie è stata reperita nella Repubblica Democratica del Congo meridionale, nelle saline di Ganza, presso la riva del fiume Kamandula, affluente di destra del fiume Lukoka e subaffluente del Lufira, a 860 metri di altitudine, all'interno del Parco nazionale di Upemba; alcuni esemplari provengono da una località imprecisata della Tanzania.

## Tassonomia
Al 2016 non sono note sottospecie e dal 1960 non sono stati esaminati nuovi esemplari.